# مسی دگو
مسی دگو (به عبری: מסאי דגו؛ زادهٔ ۱۵ فوریهٔ ۱۹۸۶) بازیکن سابق اتحادیه فوتبال اسرائیل و یک مربی اتیوپی الاصل است که برای تیم ملی زیر ۲۱ سال اسرائیل بازی کرده‌است.
و متولد آدیس آبابا است و در خانواده ای یهودی به دنیا آمده‌است. خانواده او در سال ۱۹۹۰ به اسرائیل مهاجرت کرده‌اند. برادر بزرگتر او بروخ دگو هم فوتبالیست بوده و برای
تیم ملی اسرائیل هم بازی کرده‌است.

## مربیگری
وی از سال ۲۰۱۶ حرفه مربی گری را آغاز کرده‌است. او در حال حاضر سرمربی باشگاه فوتبال مکابی حیفا است.